# Rue Gaston-de-Caillavet
La rue Gaston-de-Caillavet est une voie du 15e arrondissement de Paris, en France.

## Situation et accès

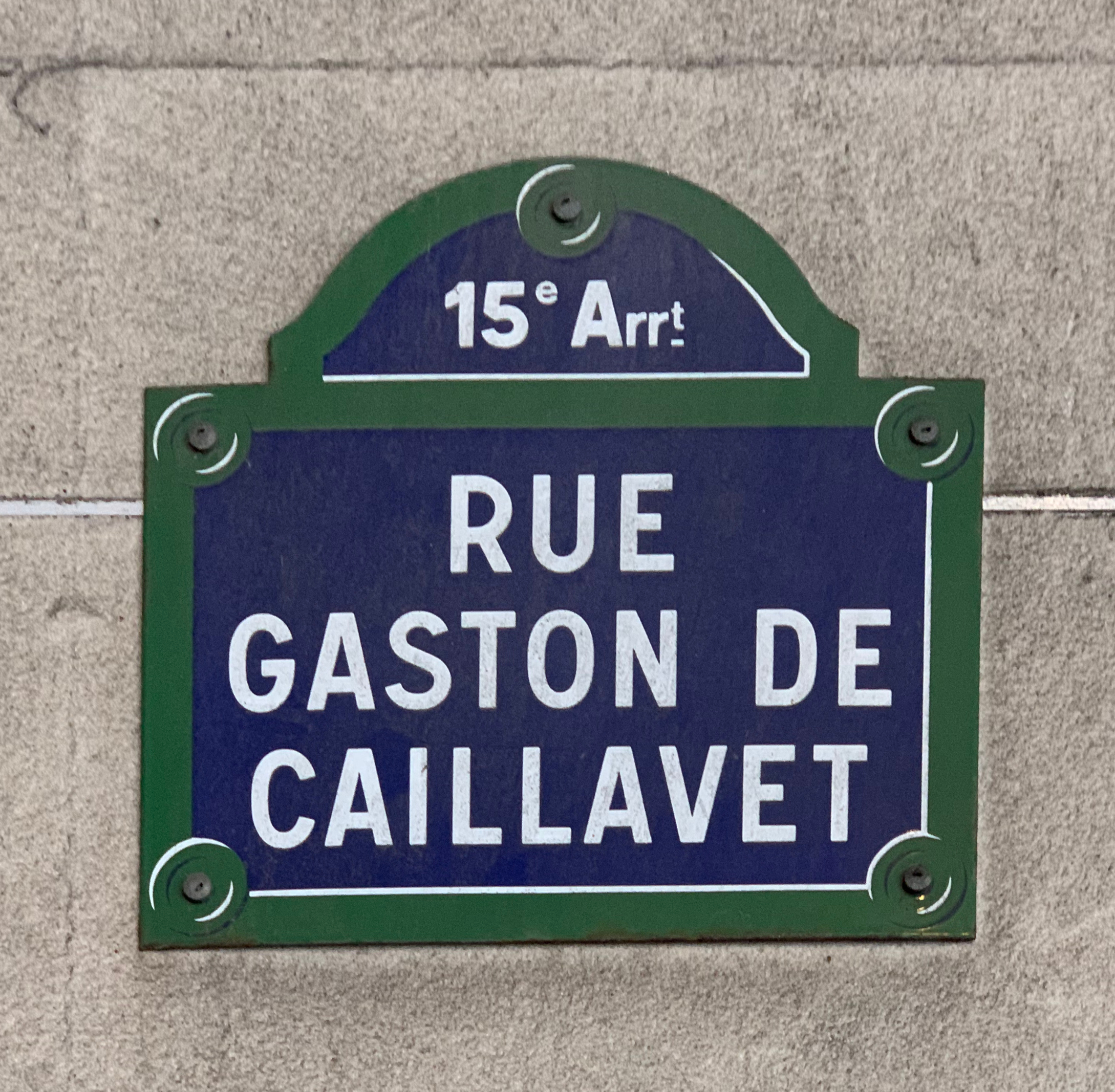
Panneau de la rue.

La rue Gaston-de-Caillavet est une voie publique située dans le 15e arrondissement de Paris. Elle débute au 63, quai de Grenelle et se termine au 54, rue Émeriau.

## Origine du nom
Elle porte le nom de l'auteur dramatique français Gaston Arman de Caillavet (1869-1915).

## Historique
Cette voie sous la dalle aménagée dans le cadre du secteur de rénovation Beaugrenelle, provisoirement dénommée « voie AE/15 », prend sa dénomination actuelle le 18 avril 1973.

## Bâtiments remarquables et lieux de mémoire
- No 11 : synagogue du Mouvement juif libéral de France.